# 高崎市立佐野小学校
高崎市立佐野小学校（たかさきしりつ さのしょうがっこう）は、群馬県高崎市上佐野町にある公立小学校。
県内の小学校では最も児童数が多く、2023年度以降は900人以上を有している。2024年に開校150周年を迎えた。

## 沿革
- 1874年（明治7年） - 佐野小学校として、上佐野村27番地に開校[4]。
- 1889年（明治22年） - 佐野村域をもって「佐野尋常小学校」となる[4]。
- 1900年（明治33年）
  - 高等科を併設し、「佐野尋常高等小学校」に改称[4]。
  - 11月3日 - 校歌を制定[5]。
- 1907年（明治40年） - 校訓を制定[4]。
- 1913年（大正2年） - 高等科を廃止し、「佐野尋常小学校」に改称[4]。
- 1914年（大正3年） - 高等科を併設し、「佐野尋常高等小学校」に改称[4]。
- 1939年（昭和14年） - 高崎市への編入合併により、「高崎市佐野尋常高等小学校」に改称[4]。
- 1941年（昭和16年）4月 - 国民学校令施行により、「高崎市佐野国民学校」に改称[4]。
- 1947年（昭和22年）4月 - 学制改革により、「高崎市立佐野小学校」に改称[4]。
- 1973年（昭和48年） - 校旗を制定[4]。
- 1974年（昭和49年）
  - 岩山流水園を設置[4]。
  - 12月 - 開校100周年を記念し、記念誌『佐野小学校百年のあゆみ』を発行[6]。
- 1980年（昭和55年） - プールを改築[4]。
- 1990年（平成2年）11月 - 郷土学習資料『わたしたちの佐野』を発行[7]。
- 1994年（平成6年） - 開校120周年を記念し、記念行事を開催[4]。
- 1995年（平成7年）2月 - 開校120周年を記念し、記念誌『賛郷―佐野小学校開校120周年記念誌』を発行[8]。
- 1997年（平成9年） - 北校舎の耐震補強工事を実施[4]。
- 2001年（平成13年） - 中庭にプレハブ校舎を設置[4]。
- 2004年（平成16年） - 東校舎を落成[4]。
- 2010年（平成22年）-校庭に防犯灯設置
- 2011年（平成23年）-東日本大震災に伴い校舎等補修
- 2012年（平成24年）-群馬県健康推進学校特別賞受賞
- 2013年（平成25年）-教室エアコン設置工事
- 2014年（平成26年）-第２校庭完成
- 2015年（平成27年）-第２校庭完成記念式典
- 2018年（平成30年）-トイレ洋式化工事（～令和元年）
- 2019年（令和元年）-特別教室エアコン設置工事
- 2021年（令和3年）-中庭西フェンス全面改修工事
- 2022年（令和4年）-多目的室改装工事
- 2024年（令和6年）開校150周年記念行事及び記念誌発行

## 校訓
- 本気 - 本気でやろう
- 規律 - きまりよくしよう
- 自律 - やっかいにならない
- 奉仕 - ためになることをする

出典：

## 通学区域
- 佐野窪町
- 上佐野町
- 下佐野町
- 下之城町（倉賀野上3以外）
- 上中居町（第2）
- 和田多中町（1番5号から4番18号以外）
- 双葉町

出典：

## 進学先の中学校
- 高崎市立佐野中学校[9][10]
- 高崎市立倉賀野中学校

## 著名な出身者
- 下慎之介 - プロ野球選手[11]
- 美細津エメリア - 陸上競技選手[12]
- 芳川隆一　NHKアナウンサー

## クラブ
- マーチングクラブ
- 手芸クラブ
- 工作クラブ
- イラスト・塗り絵クラブ
- 実験クラブ
- 読書クラブ
- サッカー
- ソフトボール
- 消しゴムハンコクラブ
- 切り紙・切り絵クラブ
- 囲碁・将棋クラブ[13]

## 委員会活動
- 広報委員会
- 図書委員会
- 保健委員会
- 放送委員会
- 環境委員会
- 給食委員会
- 校内美化委員会
- 飼育委員会
- 福祉委員会
- 運営委員会
- 音楽委員会
- 体育委員会
- 安全委員会[14]